# Diego Bianconi
Pour les articles homonymes, voir Bianconi.
 (décembre 2024).
Si vous disposez d'ouvrages ou d'articles de référence ou si vous connaissez des sites web de qualité traitant du thème abordé ici, merci de compléter l'article en donnant les références utiles à sa vérifiabilité et en les liant à la section « Notes et références ».
En pratique : Quelles sources sont attendues ? Comment ajouter mes sources ?
Diego Bianconi (né le 7 août 1957 à Muralto) est un peintre suisse.

## Biographie
Il étudie de 1972 à 1973 au Centro Scolastico per le Industrie Artistiche (CSIA) à Lugano. En 1982, il prend des leçons privées de dessin et de peinture avec Léo Maillet (élève de Max Beckmann). De 1988 à 1995, il étudie à l'académie des arts appliqués de Nuremberg. De 1995 à 1999, il est conférencier pour le dessin à l'académie de Nuremberg. En 2001, il fonde le « Laboratoire de recherche de chalcographie ».

## Source de la traduction
- (de) Cet article est partiellement ou en totalité issu de l’article de Wikipédia en allemand intitulé « Diego Bianconi » (voir la liste des auteurs).